# Chézy-sur-Marne
Chézy-sur-Marne è un comune francese di 1 336 abitanti situato nel dipartimento dell'Aisne della regione dell'Alta Francia.

## Storia

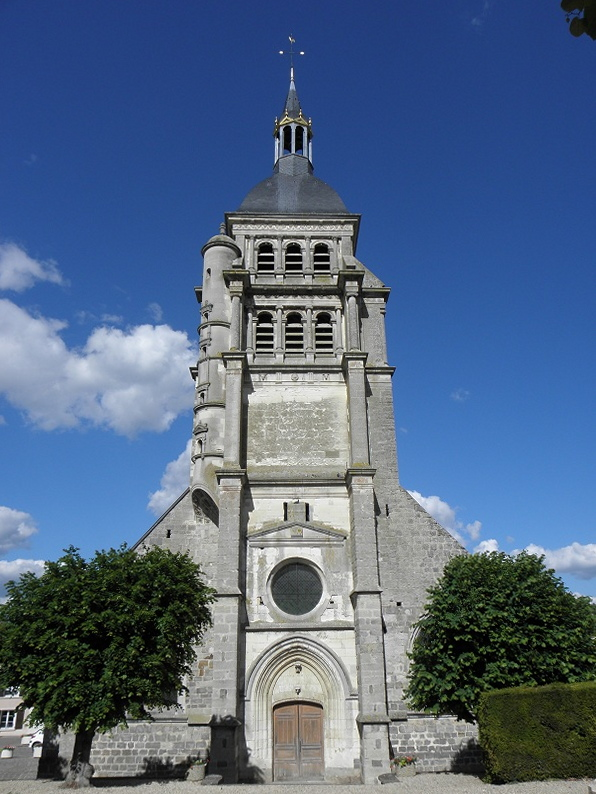
La facciata della chiesa di San Martino a Chézy-sur-Marne

Il sito del comune è popolato da 4000 anni. All'epoca gallo-romana, il suo nome era Casiacus, poi Casiei. 
Dopo la fondazione dell'abbazia di San Pietro sulle rive della Marna da parte dell'ordine benedettino, divenne Chézy-l'Abbaye. L'abbazia bruciò nell'887 a causa delle invasioni normanne. Nel XII secolo, fuggendo i combattimenti tra le truppe di Luigi VI il Grosso e di Tebaldo di Champagne, i monaci ricostruirono l'abbazia nel cuore del villaggio. Nel 1414, durante la guerra dei cent'anni, al fine di difendersi dall'invasore inglese, il villaggio fu fortificato e l'abbazia trasformata in castello, ma quest'ultimo fu anch'esso incendiato e poi definitivamente distrutto poco dopo la Rivoluzione. Chézy-l'Abbaye è divenuto Chézy-sur-Marne.
Prima del 1755, ai tempi in cui la via per la Germania (attuale route nationale 3 da Parigi a Saarbrücken) affiancava ancora i suoi bastioni, il comune conobbe un'abbastanza grande prosperità. Vi si fabbricavano stoffe e vi si faceva commercio di vino e di grano, grazie a un porto mercantile sulla Marna. Per molti secoli, oltre alla chiesa abbaziale, il villaggio possedeva due chiese parrocchiali: Saint-Martin-d'en-Bas, situata fuori le mura lungo il Dolloir, che fu distrutta verso il 1850, e Saint-Martin-d'en-Haut che, devastata dalla guerra dei Cento anni, fu ricostruita tra il 1515 e il 1555. 

### I vigneti
Attestata dall'855 da un manoscritto firmato da Carlo il Calvo, la viticultura è strettamente legata alla storia del comune. Lo testimoniano anche i registri parrocchiali che attestano numerose famiglie di viticultori. È riportato che del vino di Luquis, terra di Chézy, sarebbe stato servito alla tavola di Francesco I. Tra il 1760 e il 1900, il comune contava circa 110 ettari di vigne. Il vino di Chézy ricevette la denominazione di champagne nel 1889. A seguito dei danni provocati dalla filossera che seguirono, ci vollero numerosi decenni prima che i vitigni ritrovassero la loro estensione. Questa era di circa 150 ettari nel 2005.
Il vitigno si compone nella maggior parte di Pinot nero. Molte vigne di Chézy appartengono all'ambito Moët & Chandon.

### Simboli
Il comune non ha adottato nessuno stemma ufficiale.

## Società

### Evoluzione demografica
Abitanti censiti